# Andy Partridge

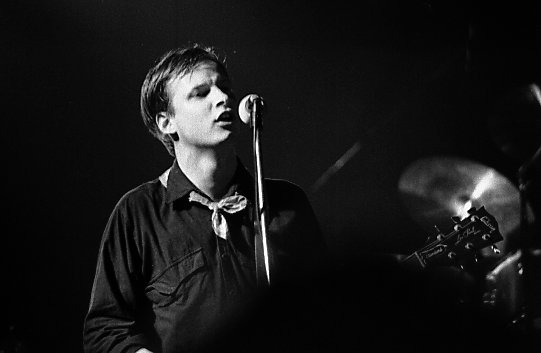
Andy Partridge, 1980

Andrew John Partridge (* 11. November 1953 in Valletta, Malta) ist ein britischer Songwriter, Gitarrist, Labelchef und Produzent. Partridge schrieb den größten Teil der Songs seiner Band XTC. Er lebt in Swindon, Wiltshire.
Partridge wurde in Malta geboren, wuchs aber in Swindon auf, wo er seitdem lebt.
Sein pathologisches Lampenfieber, Stress und ein Nervenzusammenbruch führten dazu, dass XTC seit 1982 nicht mehr auf Tournee gehen. Er entwickelte in der Folge ein immer stärkeres Interesse an detaillierter Studioarbeit und war auch für die visuelle Seite von XTC zuständig. Neben seiner Arbeit mit XTC hat Partridge seine Demo-Aufnahmen unter dem Serientitel Fuzzy Warbles in bisher acht Ausgaben veröffentlicht. Als Produzent oder Songwriter arbeitete er u. a. mit The Lilac Time, Thomas Dolby, Stephen Duffy, Joan Armatrading, David Yazbek, Ryūichi Sakamoto, Terry Hall, Cathy Dennis und Harold Budd. Darüber hinaus übersetzte er für Herbert Grönemeyer die Texte für die englische Ausgabe des Albums Chaos ins Englische.